# Die Farm (Dokumentarfilm)

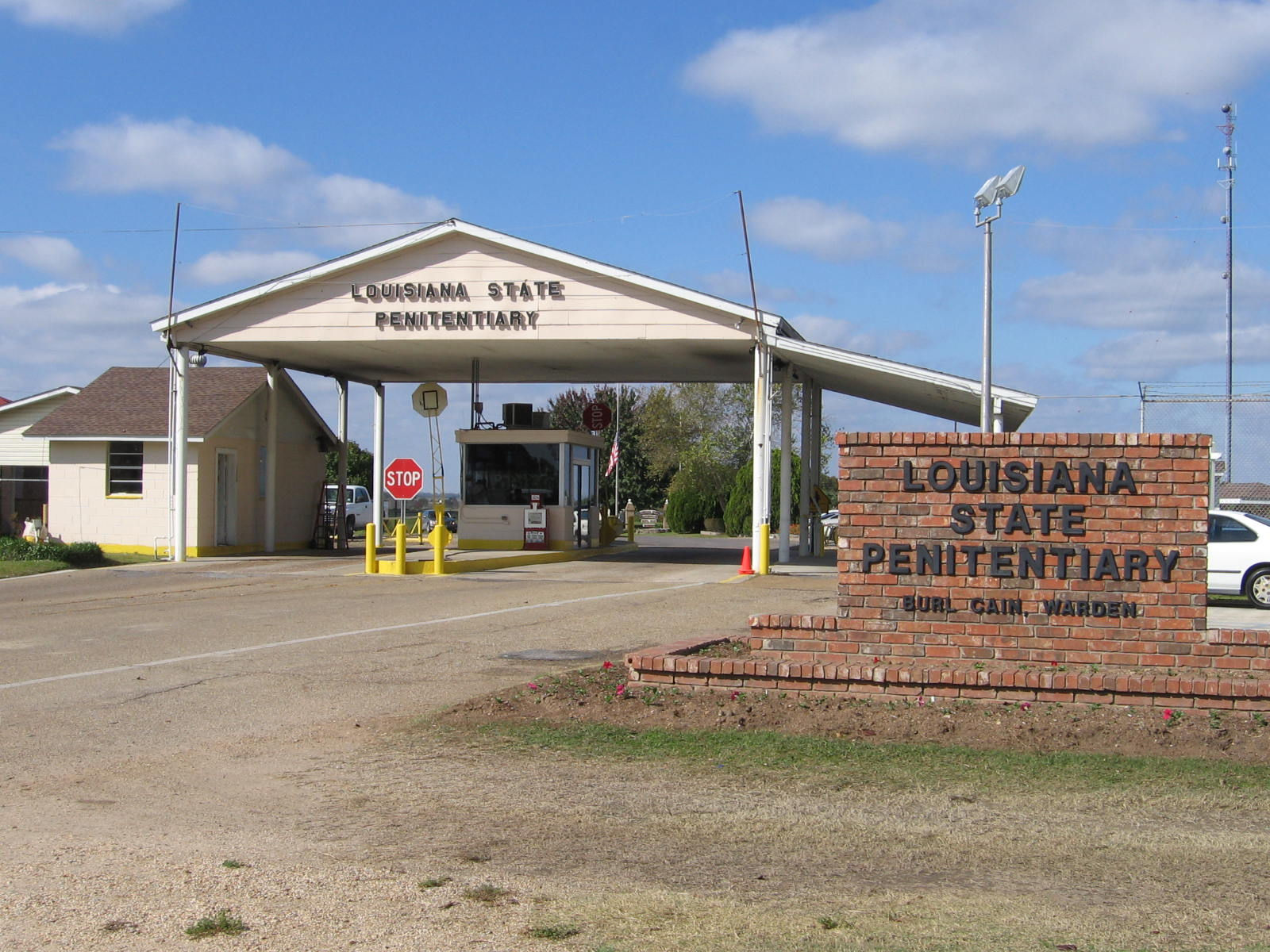
Das Eingangstor zum Louisiana State Penitentiary

Die Farm (Originaltitel: The Farm: Angola, USA) ist ein US-amerikanischer Dokumentarfilm aus dem Jahr 1998. Der Film, der sich mit dem Leben einiger Insassen im Hochsicherheitsgefängnis Louisiana State Penitentiary beschäftigt, war bei der Oscarverleihung 1999 für den Oscar als „Bester Dokumentarfilm“ nominiert, unterlag jedoch dem Film Die letzten Tage.

## Hintergrund
Das Hochsicherheitsgefängnis wird auch Angola oder The Farm genannt, worauf sich der Titel des Films bezieht. Einer der Insassen, der wegen Bankraubes und Mordes inhaftierte Wilbert Rideau, war an den Regiearbeiten beteiligt. Rideau wurde im Jahr 2005 nach 44 Jahren aus der Haft entlassen, nachdem das Urteil wegen Mordes in einem neuen Prozess auf Totschlag geändert wurde.
Im Jahr 2009 entstand mit The Farm: 10 Down eine Fortsetzung, in der die noch lebenden Protagonisten des ersten Teils noch einmal zu Wort kommen.

## Inhalt
Die Kamera begleitet sechs Insassen des Louisiana State Penitentiary, darunter den zum Tode verurteilten Mörder John A. Brown, Jr., den Mörder George Crawford, den Vergewaltiger Vincent Simmons und Wilbert Rideau, der aus dem Gefängnis heraus als Journalist und Buchautor arbeitete. Außerdem kommen Eugene Tannehill, der seit 1959 wegen Mordes im Gefängnis sitzt und der Räuber Ashanti Witherspoon zu Wort. Die Männer erzählen ihre Geschichte und sprechen über die Verbrechen, die sie begangen haben. Gezeigt wird hauptsächlich die Perspektive der Insassen auf das Leben im Gefängnis.

## Auszeichnungen und Nominierungen
Oscarverleihung 1999Nominierung als „Bester Dokumentarfilm“
Sundance Film FestivalAuszeichnung als „Bester Dokumentarfilm“
Emmy 1999
- Auszeichnung für Outstanding Achievement in Non-Fiction Programming – Cinematography und Outstanding Achievement in Non-Fiction Programming – Picture Editing
- Nominierung für Outstanding Non-Fiction Special und Outstanding Achievement in Non-Fiction Programming – Sound Editing

Satellite Awards 1998Nominierung als Best Documentary Film
Los Angeles Film Critics Association Awards 1998Auszeichnung als „Bester Dokumentarfilm“
National Society of Film Critics Award 1998Auszeichnung als „Bester Dokumentarfilm“

## Rezeption
Glenn Lowell sah den Film für Variety und urteilte, dass der Film ein „eloquenter, fairer Appell an Mitgefühl und Vergebung“ sei.